# STS-94
是历史上第84次航天飞机任务，也是哥倫比亞號太空梭的第20次太空飞行。

## 任务成员
- 詹姆斯·海塞尔（James D. Halsell，曾执行、以及任务），指令长
- 苏珊·斯蒂尔（Susan L. Still，曾执行以及任务），飞行员
- 简妮丝·沃斯（Janice E. Voss，曾执行、以及任务），任务专家
- 唐纳德·托马斯（Donald A. Thomas，曾执行、以及任务），任务专家
- 迈克尔·格恩哈特（Michael Gernhardt，曾执行、以及任务），任务专家
- 罗杰·克劳奇（Roger Crouch，曾执行以及任务），有效载荷专家
- 格莱格·林特里斯（Greg Linteris，曾执行以及任务），有效载荷专家